# باتريشيا ماكلاكلان
باتريشيا ماكلاكلان (بالإنجليزية: Patricia MacLachlan)‏ (3 مارس 1938، شايان في الولايات المتحدة)؛ كاتِبة مُتخصِّصة في أدب الأطفال وروائية أمريكية. درست في جامعة كونيتيكت.

## الجوائز
- جائزة نيوبري

## روابط خارجية
- باتريشيا ماكلاكلان على موقع IMDb (الإنجليزية)
- باتريشيا ماكلاكلان على موقع قاعدة بيانات الفيلم (الإنجليزية)